# 1945 en hockey sur glace
Cette page présente les éléments de hockey sur glace de l'année 1945, que ce soit d'un point de vue rencontres internationales ou championnats nationaux. Les grandes dates des différentes compétitions sont données ainsi que les décès de personnalités du hockey mondial.

## Amérique du Nord

### Ligue nationale de hockey
- Les Maple Leafs de Toronto remportent la Coupe Stanley.

## Europe
La plupart des championnats sont annulés en raison de la Seconde Guerre mondiale.

### Compétitions internationales
- Le Zürcher SC remporte la Coupe Spengler.

### Finlande
- L'Ilves Tampere est champion de Finlande[1].

### Suède
- L'Hammarby IF est champion de Suède[2].

### Suisse
- Le HC Davos est champion de Suisse[3].

## Autres

### Intronisations
Le Temple de la renommée du hockey ouvre ses portes et la première « promotion », de douze joueurs est désignée : sélectionnés avec Hobart « Hobey » Baker, Charlie « Chuck » Gardiner, Eddie Gerard, Francis « Frank » McGee, Howie Morenz, Tom Phillips, Harvey Pulford, Hod Stuart et Georges Vézina.

### Fins de carrière
- Norman Eugene Smith